# Skup (Ełk)
Skup (deutsch Felsenhof) ist ein kleiner Ort in der polnischen Woiwodschaft Ermland-Masuren und gehört zur Gmina Ełk (Landgemeinde Lyck) im Powiat Ełcki (Kreis Lyck).

## Geographische Lage
Skup liegt im südlichen Osten der Woiwodschaft Ermland-Masuren, acht Kilometer nördlich der Kreisstadt Ełk (Lyck).

## Geschichte
Der heutige Weiler (polnisch osada) Skup wurde im Jahre 1857 gegründet. Am 17. Februar des Jahres 1857 wurde im königlichen Amtsblatt mitgeteilt, dass der Grundbesitzer in Stradaunen (polnisch Straduny) von den Feldmarken Stradaunen und Plotzitznen (1938 bis 1945 Bunhausen, polnisch Płociczno) ein Areal von mehr als 900 Morgen zusammengekauft und sich auf dem Stradauner Areal ausgebaut habe. Auf seinen Antrag hin wurde dieser neu entstandenen Ansiedlung der Name Felsenhoff gegeben. So war der kleine Ort von Anfang an ein Wohnplatz der Gemeinde Stradaunen im gleichnamigen Amtsbezirk und innerhalb des Kreises Lyk im Regierungsbezirk Gumbinnen (ab 1905: Regierungsbezirk Allenstein) der preußischen Provinz Ostpreußen. In Felsenhof waren im Jahre 1905 insgesamt 35 Einwohner gemeldet.
In Kriegsfolge kam der Ort 1945 mit dem gesamten südlichen Ostpreußen zu Polen und ist heute in das Schulzenamt (polnisch sołectwo) Janisze (Johannisberg) eingegliedert. Somit gehört er zur Gmina Ełk im Powiat Ełcki, vor 1998 der Woiwodschaft Suwałki, seither der Woiwodschaft Ermland-Masuren zugeordnet.

## Kirche
Felsenhof war bis 1945 in die evangelische Kirche Stradaunen in der Kirchenprovinz Ostpreußen der Kirche der Altpreußischen Union sowie in die katholische Pfarrkirche in Lyck im Bistum Ermland eingepfarrt.
Heute gehört Skup zur katholischen Pfarrkirche Straduny im Bistum Ełk der Römisch-katholischen Kirche in Polen. Die evangelischen Einwohner halten sich zur Kirchengemeinde in Ełk, einer Filialgemeinde der Pfarrei Pisz (Johannisburg) in der Diözese Masuren der Evangelisch-Augsburgischen Kirche in Polen.

## Verkehr
Skup ist von der polnischen Landesstraße 65 (einstige deutsche Reichsstraße 132) aus über Straduny (Stradaunen) über einen Landweg direkt zu erreichen. Eine Bahnanbindung besteht nicht.